# Раби, Мубарак
Муба́рак (Мбарек) Раби́ (араб. مبارك ربيع‎; 1935, Бен-Маашу, провинция Беррешид, область Касабланка — Сеттат, Марокко) — марокканский арабоязычный писатель, романист и новеллист.

## Биография
Мубарак Раби родился в 1935 или 1938 году в Бен-Маашу (область Касабланка — Сеттат), недалеко от Касабланки. Изучал философию, психологию, социологию. Доктор психологических наук (1988). На протяжении ряда лет был деканом факультета литературы и гуманитарных наук в университете Мухаммеда V в Рабате. Один из основателей Союза писателей Марокко.

## Творчество
Мубарак Раби написал несколько сборников рассказов: «Госпожа Судьба» (араб. سيدنا قدر‎, 1969), «Кровь и дым» (араб. دم ودخان‎, 1975) и «Странствие любви и жатвы» (араб. رحلة الحب والحصاد‎, 1983). Его перу принадлежат романы: «Добрые люди» (араб. الطيبون‎, 1971; переведён на русский в 2019), «Товарищество оружия и луны» (араб. رفقة السلاح والقمر‎, 1976), «Зимний ветер» (араб. الريح الشتوية‎, 1977), этот роман, по мнению Всеобщего союза арабских писателей входит в список ста лучших современных арабских романов.
В своих романах Мубарак Раби с точностью передаёт реалии городской и сельской жизни Марокко, рисует образы людей из разных социальных слоев, описывает магические обряды и поклонение культу местных святых. Большое общественное признание заслужили его романы «Луна своей эпохи» (араб. بدر زمانه‎, 1983), «Созвездие Фортуны» (араб. برج السعـود‎, 1990), трилогия «Дарб Султан» (араб. درب السلطان‎, по названию старого квартала Касабланки; 1999), сборники рассказов «Разбитый кристалл» (араб. البلوري المكسور‎, 1996), «От Запада для Востока» (араб. من غرب لشرق‎, 2002) и романы «Горные хроники» (араб. أيام جبلية‎, 2003), «Белые люди» (араб. أهل البياض‎, 2011), «Любовь к февралю» (араб. حب فبراير‎, 2014), «Нить души» (араб. خيط الروح‎, 2015), которая вошла в длинный список премии «Книга шейха Зайда» 2016 года, и «Снайпер и дворец» (араб. القناص والقصر‎, 2017).
Мубарак Раби также написал более двенадцати книг для детей. Автор сборников очерков о детской психологии под названием «Эмоции ребенка» (араб. عواطف الطفل‎; 1984, 2-е изд. — 1991), «Детские страхи и их связь с социальной средой» (араб. مخاوف الأطفال وعلاقتها بالوسط الاجتماعي‎, 1991) .
Произведения Мубарака Раби переводились на английский, испанский, голландский и китайский языки.

## Литературные премии
Мубарак Раби является лауреатом многочисленных марокканских и арабских литературных наград за романы и сборники рассказов, таких как Премия Султана Кабуса за новеллистику (2006), Премия Мухаммада Зефзафа за арабскую художественную литературу (2008). Роман «Нить души» (2015) вошел в длинный список престижной Книжной премии шейха Заида 2016 года.